# Établissement public de santé mentale de Caen
L'établissement public de santé mentale de Caen (EPSM Caen), précédemment nommé Le Bon Sauveur (de 1720 à 1975), puis Centre hospitalier spécialisé de Caen (de 1976 à 2012) est un ancien couvent transformé en hôpital psychiatrique à partir du XIXe siècle par la Congrégation des Filles du Bon Sauveur fondées dans la première partie du XVIIIe siècle.
Les bâtiments font l'objet d'une inscription au titre des monuments historiques en 2010. La chapelle est inscrite au même titre.

## Histoire

### La double fondation de la Congrégation des Filles du Bon Sauveur

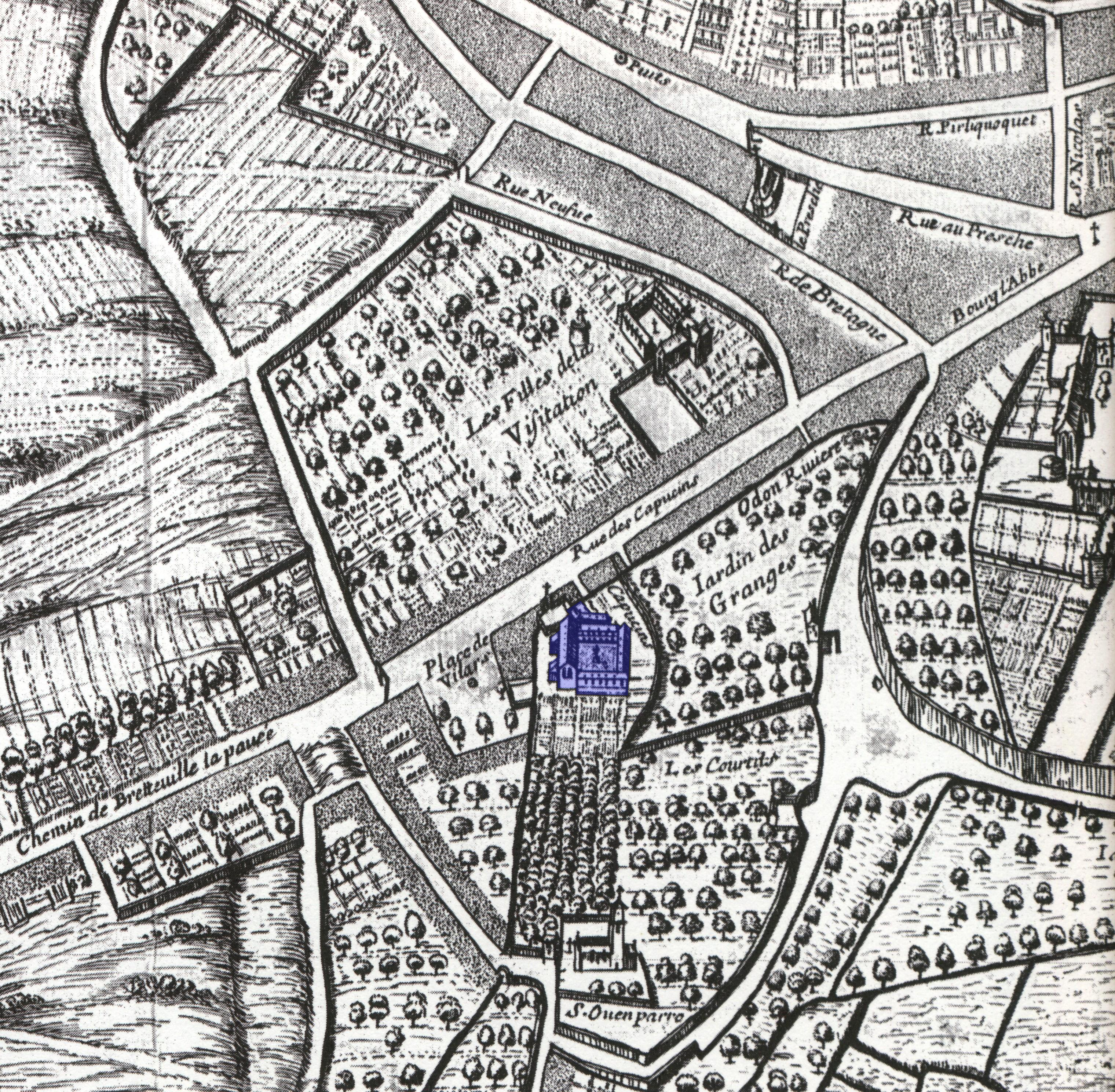
Le couvent des Capucins (en bleu) sur un plan de 1672

En 1720, Anne Le Roy fonde à Vaucelles, sur la rive droite de l'Orne, l'Association de Marie, une communauté non cloîtrée visant à reprendre le travail de la Visitation de Caen ; elle est rapidement surnommée le Petit Couvent. Établies rue du Four, elles déménagent en 1732 dans des bâtiments situées rue d'Auge. Louis XV reconnait en 1734 cette communauté religieuse qui prend alors le nom de « Filles du Bon Sauveur », toutefois, ce n'est qu'en 1751 que le Parlement de Rouen enregistre les lettres-patentes du Roi. Elles ont la charge « des filles et femmes débauchées » que la police fait arrêter, ainsi que des filles protestantes dites repenties. À partir de 1736, elles commencent à accueillir des femmes aliénées. En 1775, les sœurs font construire une chapelle.
Quand Pierre-François Jamet est nommé chapelain de la congrégation en novembre 1790, l'établissement est occupé par 23 religieuses, 25 pensionnaires, 12 dames en chambre et 16 aliénées. En septembre 1792, la communauté est dispersée. Une partie s'établit dans une maison près de la place Saint-Sauveur, puis rue Saint-Martin à partir de 1799, et consacrent leur temps à l'éducation de quelques jeunes filles. L'autre partie reste dans les locaux de la communauté, rue d'Auge, d'où elles sont définitivement chassées en 1795 ; elles partent alors avec les malades à Mondeville. Pierre-François Jamet fait le lien entre les deux entités de cette communauté éclatée.
En octobre 1804, les Filles du Bon Sauveur font l'acquisition de l'ancien couvent des Capucins à Saint-Ouen. À partir du 22 mai 1805, les quinze religieuses restantes s'y réunissent et reprennent leurs activités charitables. Elles n'ont alors à s'occuper que de deux pensionnaires et de douze aliénées.

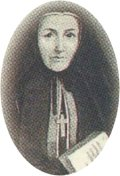
Anne Le Roy (Fondatrice des Filles du Bon Sauveur en 1720)
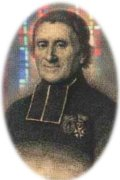
Abbé Pierre-François Jamet (Considéré comme le deuxième fondateur de l'Institut en 1805)

### Le développement de l'hôpital du Bon Sauveur

Le Bon Sauveur et son environnement en 1870

Sous l'impulsion de l'abbé Jamet, l'asile reprend rapidement son essor et entre dans une véritable démarche thérapeutique. Conçu à l'origine comme un simple lieu d'enfermement des marginaux et des inadaptés sociaux, le Bon Sauveur devient peu à peu un espace de soins où les aliénés peuvent recevoir un véritable traitement. En 1816, une importante école pour les sourds-muets est fondée dans la Communauté du Bon Sauveur. En 1818, le comte de Montlivault, préfet du Calvados, décide que les hommes aliénés, auparavant incarcérés à la prison de Beaulieu, seraient également admis au Bon Sauveur afin d'y recevoir des soins. Dans cette perspective, le conseil général du Calvados octroie des subventions aux sœurs afin qu'elles construisent de nouveaux bâtiments ,. Le transfert des quarante malades n'a lieu qu'en 1820.
À partir de cette date, le Bon Sauveur se développe et devient un des plus importants établissements psychiatriques de France. En 1838, il est élevé au rang d'asile départemental. Selon Jean-Étienne Esquirol, « cet établissement est remarquable par son étendue et par sa bonne tenue ». Les hommes et les femmes sont alors strictement séparés. Deux bâtiments sont réservés aux hommes. Le plus important est réservé aux aliénés qualifiés de paisibles ; il est isolé par une enceinte plantée de tilleuls et des arcades servent de promenoirs. Le deuxième corps de bâtiment est destiné « aux idiots, aux aliénés en démence et aux épileptiques ». Enfin une section avec son jardin à part permet d'isoler les aliénés dit furieux. Les femmes sont accueillies dans un long bâtiment (cent toises) de trois étages. Le grand jardin devant cette aile et les cours à l'arrière de celle-ci sont divisés en quatre sections permettant de séparer les patientes en fonction de leur état. Une galerie permet également la circulation au rez-de-chaussée.
De 251 malades en 1829, l'établissement passe à 1 060 en 1876. À cette date, la population totale du Bon Sauveur atteint 1 720 personnes si on ajoute aux malades les 260 religieuses et novices, les 215 élèves des écoles pour sourds et muets, ainsi que le pensionnat pour jeune fille. Le maximum est atteint en 1899 avec 1 439 patients, ce qui fait du Bon-Sauveur le troisième hôpital psychiatrique de France. Les Filles du Bon Sauveur ont fondé des instituts dans la France entière :
- Albi en 1832 (définitivement autorisée en 1834)[8],
- abbaye de Bégard en 1857,
- le Vésinet en 1922.

Elles sont également implantées en Irlande, au Pays de Galles, en Espagne, en Italie et à Madagascar.
En 1918, l'hôpital est durement touché par l'épidémie de grippe espagnole.

### Le Bon Sauveur pendant la Seconde guerre mondiale
En juillet 1942, les forces d'occupation allemandes évacuent l'hôpital et y installent un mois plus tard un Kriegslazarett (hôpital militaire).
En vertu du décret de loi du 11 juillet 1938, la ville est divisée en six secteurs dans lequel s'organisent l'action de la Défense passive. Des centres d'accueil sont ouverts pour que les réfugiés trouvent un abri et de la nourriture et pour qu'on organise leurs déplacements. Le Centre d’accueil no 5 au Bon-Sauveur fait partie du secteur no 1. Dès le 6 juin 1944, 300 personnes se réfugient au Bon-Sauveur ; dix jours plus tard, on dénombre 1 250 réfugiés. Du fait de l'ordre d'évacuation, le chiffre baisse avant de remonter à nouveau après la libération de la rive gauche de la ville, le 9 juillet. Une semaine plus tard, le centre d'accueil est à nouveau vidé et ferme définitivement le 15 octobre.
Pendant la durée de la bataille de Caen, le Bon-Sauveur soigne les blessés qui affluent. Un bloc de trois salles opératoires est ouvert dans le pavillon du Sacré-Cœur. L'établissement forme avec l'abbaye aux Hommes un îlot sanitaire, protégé des bombardements aériens. Toutefois les Alliés, puis les Allemands, lancent plus de 200 obus sur le site ; les pavillons Sainte-Chantal, Notre-Dame des Anges, de l'Immaculée Conception et Sainte-Amédée sont détruits. 50 morts, ainsi qu'une centaine de blessés, sont comptabilisés.

### La laïcisation de l'établissement
Après la guerre, l'établissement reprend progressivement du service, malgré la réquisition des bâtiments qui ne sont totalement libérés qu'en 1956. Le domaine du Bon-Sauveur fait l'objet d'importants changements. Au sud, une partie de la Prairie appartenant à la Communauté est amputée tout d'abord par les Alliés pour la création d'un by-pass (l'actuel boulevard Yves Guillou), ensuite par la municipalité en 1956 afin de construire le lycée Malherbe. Dans les années 1950, les pavillons Sainte-Marthe et Sainte-Marie, devenus trop fragiles, sont détruits et les autres sont restaurés.
L'hôpital doit suivre les nouvelles directives du Ministère concernant les soins psychiatriques, et doit donc se découper en « secteurs » : Caen Est, Caen-Ouest, Caen-Sud, Lisieux, ainsi qu'un secteur infanto-juvénile. Les secteurs de Bayeux, Vire, quittent le giron du Bon Sauveur pour être gérés par les centres hospitaliers de ces villes, tout comme Caen-Nord qui est géré par le CHU (et qui entraînera la création d'Esquirol). Côte Fleurie et Caen Plaine seront créés dans les années 1980.
Le personnel de l'établissement s'est considérablement laïcisé (de 110 en 1950 à 900 au début des années 1970) et d'importants mouvements sociaux perturbent l'activité au début des années 1970. Ne se sentant plus capable de gérer l'hôpital, la Congrégation et le Conseil Général décident du passage en établissement public en mai 1974, et le 1er janvier 1976, le Bon Sauveur devient officiellement le Centre Hospitalier Spécialisé de Caen. Plusieurs bâtiments sont rachetés à la Congrégation, d'autres sont loués, d'autres seront cédés pour une réaffectation (installation de la Direction régionale des Affaires culturelles, logements...). Avant leur départ, les sœurs ont préparé un plan de rénovation : la chaufferie, les cuisines, le bâtiment administratif Anne Leroy ainsi que 3 nouveaux pavillons (Bourneville, Vastel et Vicq d'Azyr) sont créés. Le secteur infanto-juvénile s'installe à Boulon en 1979. La mixité débute en 1978.
Fin 1983, l'hôpital va mal, avec une dette de 56 millions de francs, des bâtiments mal adaptés, un personnel manquant de qualification. Un nouveau directeur va remettre les choses en ordre, avec des redistributions et réfections de locaux, une meilleure répartition du personnel, ainsi que la création d'associations loi 1901 pour chaque secteur afin de développer de nouvelles activités. C'est également à cette époque que sont développés les Hôpitaux de Jour, les centres médico-psychologiques (CMP), et les centres d'accueil thérapeutique à temps partiel (CATTP), qui s'implantent dans l'agglomération caennaise ainsi que dans le département du Calvados.
Les années 2000 sont marquées par un vaste plan de rénovation. En effet, d'importants investissements sont inscrits dans le Plan Psychiatrie et Santé Mentale. De plus, la congrégation du Bon Sauveur, qui était toujours propriétaire de plusieurs bâtiments (administration, laboratoire, pharmacie, pavillons St Jean-Baptiste, St Charles et St Lazare) décide de les vendre à Eiffage pour réaliser des logements neufs. En 2004, le pavillon Lucien Bonnafé (30 lits) est créé. En 2007, L'escale (30 lits) est rénové, tout comme Vastel en 2010 (30 lits également). L'année 2012 est marquée par l'ouverture de l'Odyssée (un grand service de 81 lits). En 2008, l'administration, le laboratoire et la pharmacie déménagent dans des locaux neufs, et cette étape marque la fin du "93 rue Caponière", l'entrée principale se faisant désormais au 15 ter rue Saint-Ouen. Afin d'accompagner la laïcisation de l'institution, les anciens bâtiments sont rebaptisés. Ainsi l'ancien pavillon Sainte-Thérèse est aujourd'hui le Patio et le pavillon Notre-Dame a été renommé l'Intermezzo. En 2012, le CHS devient l'EPSM Caen (établissement public de santé mentale), un site internet est lancé, un CAARUD est ouvert, et un nouveau directeur est nommé.
En 2023, la communauté d'agglomération Caen-la-mer confirme son intention de faire passer la future branche vers le Chemin-Vert du tramway de Caen par l'intérieur de l'enceinte de l'EPSM, créant une séparation entre le pavillon Jamet et les autres unités. Ce tracé, suscitant l'inquiétude au sein du personnel de l'hôpital, faisait l'objet d'une réserve foncière depuis 2013. En 2024, l'agglomération et l'EPSM parviennent à un compromis impliquant la construction d'un nouveau pavillon et la cession du bâtiment Jamet au plus offrant.

## Personnalités internées au Bon Sauveur
- Jacques Destouches : après un premier internement dans une maison de santé en Angleterre, il entre au Bon-Sauveur en 1826 ; il y meurt en 1858.
- Brummell : ruiné, il est interné au Bon-Sauveur en 1838 ; il y meurt de la syphilis en 1840.
- Louis Martin : atteint de crises de démence, il est interné de 1889 à 1892.

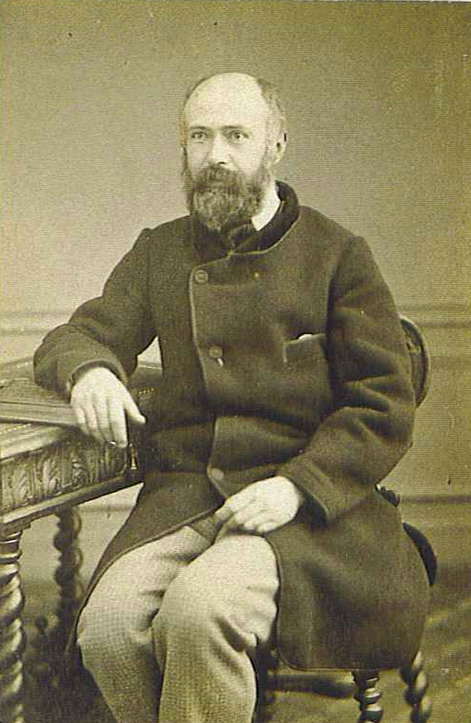
Louis Martin
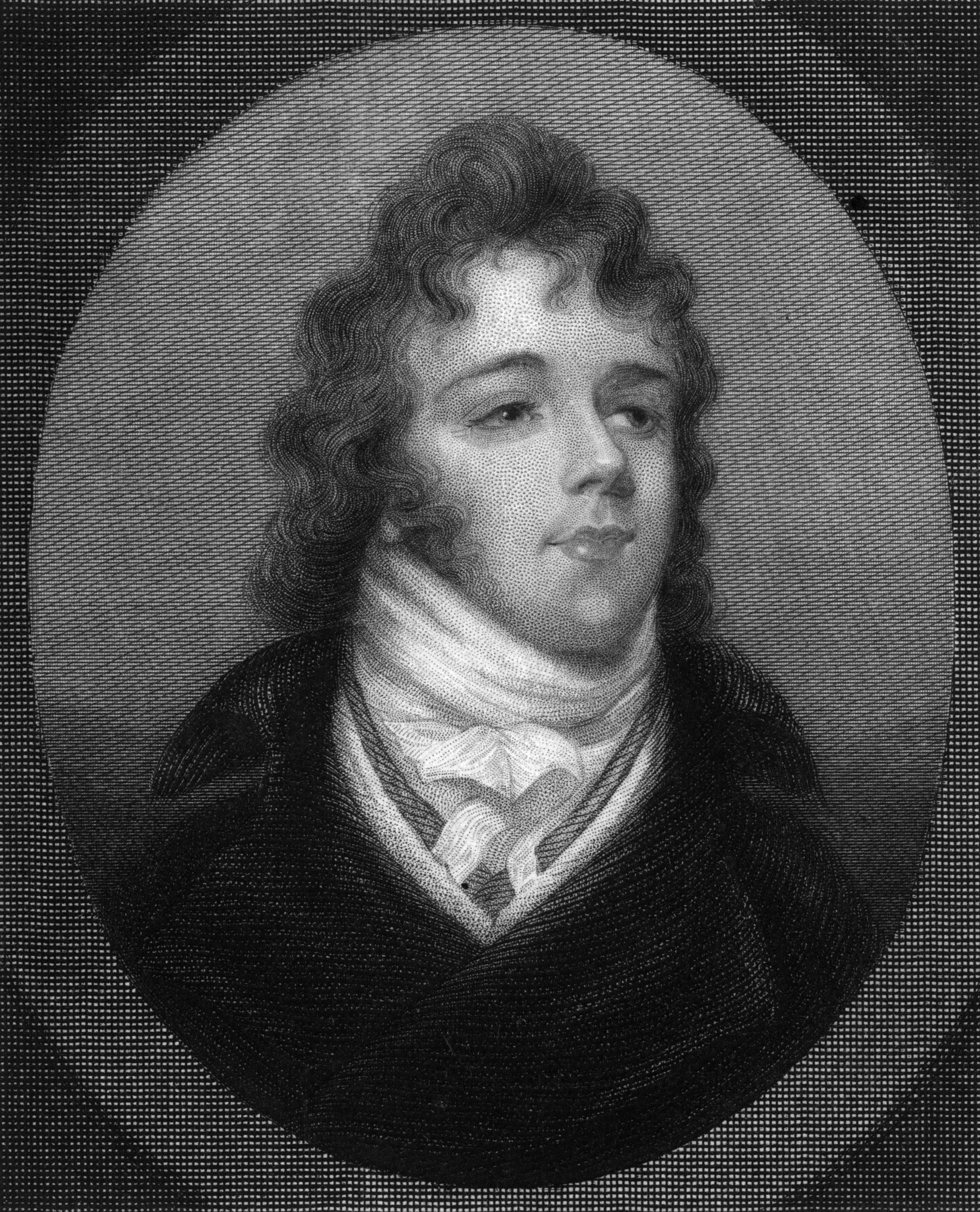
George Brummell

## Patrimoine architectural

### Portail d'entrée

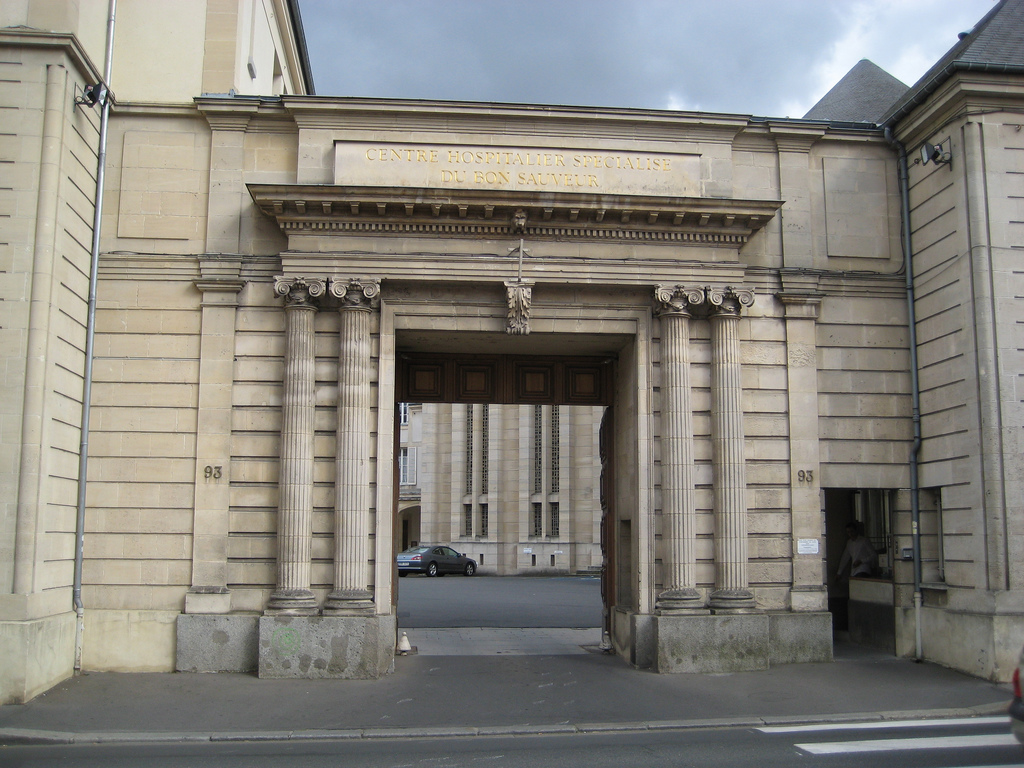
Portail sur la rue Caponière

L'entrée principale du Bon-Sauveur se situe au no 93 de la rue Caponière. On pénètre dans l'enceinte par un portail d'entrée datant du début du XVIIIe siècle. Légèrement en retrait par rapport à la rue, ce portail est constitué d'un mur avec bossages réguliers ouvert par une porte ; cette dernière est encadrée par quatre colonnes surmontées par des chapiteaux ioniques, le tout étant couronnée par une architrave avec agrafe, elle-même surmontée d'une corniche et d'un attique avec vaste table nue.
Ce portail donnait autrefois accès à l'hôtel Faudoas situé rue Saint-Jean. Ce dernier fut détruit en partie en 1833 par l'architecte départemental Harou-Romain pour ouvrir une nouvelle rue. Le portail fut alors démonté et remonté en 1834 à son emplacement actuel. Il s'ouvre désormais sur une cour ouverte, derrière le chevet de la chapelle.

### Chapelle
En 1605, les Capucins se font construire une nouvelle chapelle à l'emplacement d'un premier lieu de culte construit à la fin du XVIe siècle et tombé en ruine. Jugée trop exiguë, cette nouvelle chapelle est transformée en infirmerie et la construction d'une nouvelle église est entamée en 1634. Les travaux se terminent en 1635 et l'église est dédiée en 1636. Elle reprend le vocable de l'ancienne chapelle dédiée à saint Michel et à saint Jacques le Majeur. L'édifice prenait la forme d'une croix latine avec transept saillant et chœur en hémicycle.
Les dispositions intérieures ont ensuite été modifiées pour l'usage de la Congrégation des Filles du Bon Sauveur. Entre 1869 et 1873, Charles Auvray construit, perpendiculairement à l'ancienne église Saint-Michel-et-Saint-Jacques-le-Majeur, un grand bâtiment de style néo-gothique surmonté d'un clocher en charpente revêtu d'ardoises et bordé par deux galeries.
Vétuste, la chapelle est abattue en août 1955. Les fondations de la nouvelle chapelle, à partir des fondations de l'ancienne église du XVIIe siècle, sont entrepris pendant l'hiver. Le 12 avril 1956, la première pierre de la nouvelle chapelle est officiellement posée. Le chantier est confié à Louis Rême qui reconstruit la vétuste chapelle tout en conservant les bâtiments du XIXe siècle. La décoration de l'ensemble est très simple. Reprenant la tradition classique, le plafond est orné de simple caissons. Les murs sont percés de hautes baies fermées par des dalles de verre. Trévedy conçoit les cartons et Gabriel Loire réalise les vitraux censés évoquer des mystères de la Foi. Dans l'abside, les vitraux des baies allongées alternent selon un rythme rapide des couleurs chaudes et froides. L’artiste a voulu ainsi exprimer les mystères de la Nativité, de la Rédemption, de l’Eucharistie et de la Résurrection. À cette époque, l'ancien cloître des moines qui subsistait au nord-est de l'église est reconstruit également.
L'édifice est désaffecté depuis 1999. La chapelle en totalité, ainsi que la façade et la toiture correspondante du bâtiment d'honneur situé au nord de la cour d'honneur, sont inscrits au titre des monuments historiques depuis le 26 septembre 2006.
En 2007, la congrégation des Filles du Bon Sauveur vend la partie de l'ancien hôpital psychiatrique non utilisé au groupe Eiffage afin d'y créer des logements. En 2010, le promoteur propose de revendre la chapelle à la Fraternité sacerdotale Saint-Pie-X. Mais en 2011, la mairie de Caen fait jouer son droit de préemption, en indiquant avoir comme projet de relocaliser le Centre chorégraphique national de Caen Basse-Normandie dans la chapelle. Un bras de fer judiciaire s'engage alors entre la ville de Caen et la société civile immobilière qui avait été créée dans l'optique du maintien de la chapelle comme lieu de culte. Le projet de transfert du centre chorégraphique étant remis en cause par le changement de majorité lors des élections municipales de 2014, la chapelle, bien que propriété de la ville, reste sans affectation depuis lors. Des visites guidées y sont organisées pour la première fois à l'été 2024.
La chapelle était précédée d'une grande cour fermée par une galerie de style néo-gothique sur trois côtés (l'aile ouest étant manquante), communément appelée « cloître ». Malgré de nombreuses oppositions locales, cette partie est démolie en juillet 2010 pour laisser place à de nouveaux immeubles en vis à vis de la chapelle,.
Les baies de la chapelle sont dotées d'un ensemble de dix-huit verrières hagiographiques et décoratives.

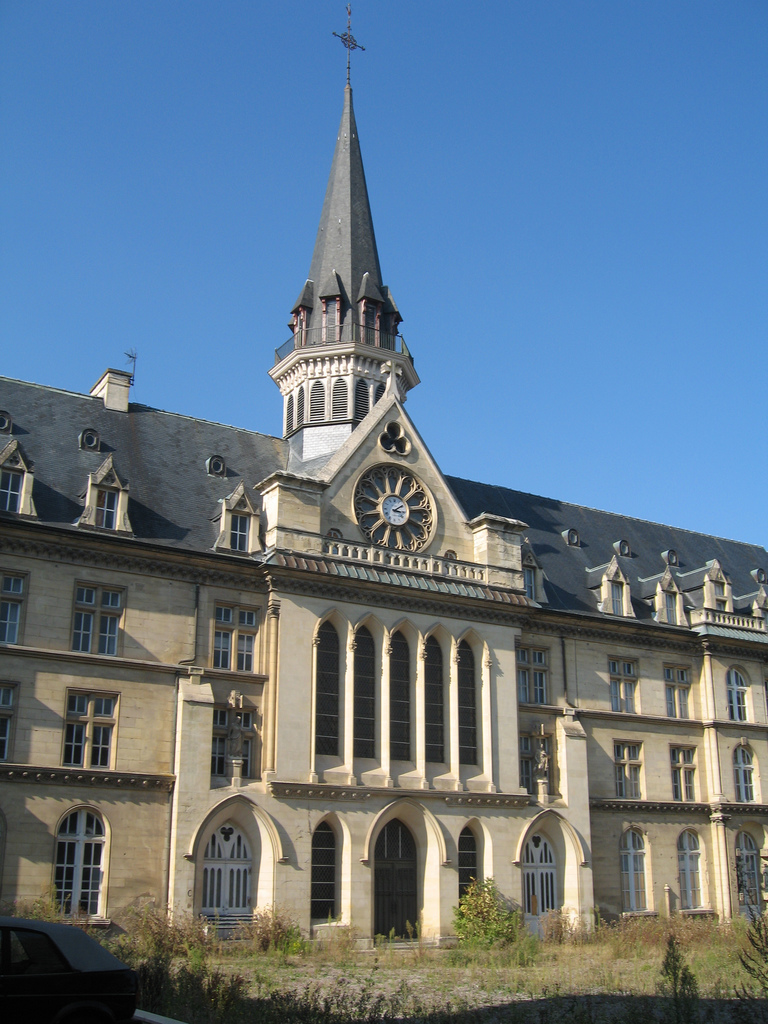
Façade de la chapelle du XIXe siècle
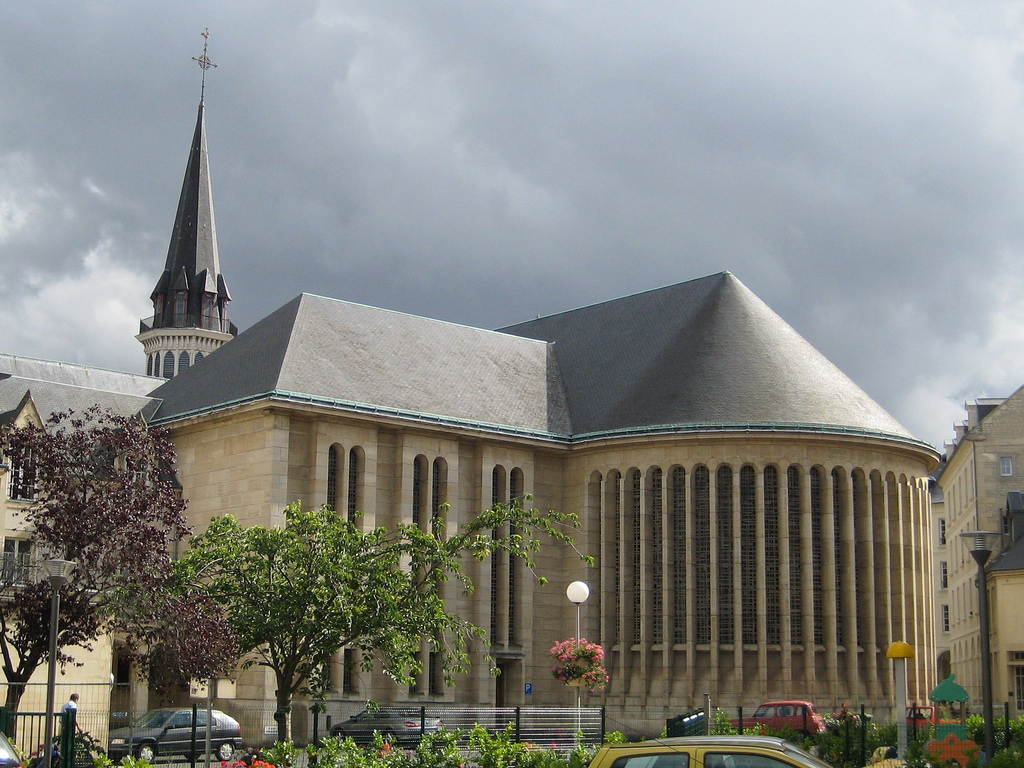
Chevet du XXe siècle

### L'ancien asile
Les bâtiments de l'ancien quartier des hommes de l'asile construit au XIXe siècle font l’objet d’une inscription au titre des monuments historiques depuis le 21 janvier 2010.
Sont protégées :
- l'aile Saint-Joseph (façades et toitures de l'ensemble des bâtiments ainsi que l'escalier du bâtiment central, la galerie du rez-de-chaussée, les couloirs de distribution, la chapelle en totalité y compris le confessionnal) ;
- l'aile Saint-Vincent (façades et toitures de l'ensemble des bâtiments) ;
- l'aile Saint-Charles (façades et toitures de l'ensemble des bâtiments, ainsi que la cour avec le kiosque volière) ;
- l'aile Saint-Jean-Baptiste (façades et toitures du bâtiment situé en continuité de l'aile Saint-Vincent).

Ces bâtiments ont été construits en plusieurs phases entre 1818, année où le préfet décide de transférer les hommes aliénés de la prison de Beaulieu, et 1875. Le quartier Saint-Joseph est construit en 1818. Il est formé d'un corps de bâtiment principal et deux ailes en retour, l'ensemble formant un U. Entre 1840 et 1842, l'aile est est prolongée par une chapelle, accueillant aujourd'hui une salle de réunion de la direction des affaires culturelles. Les sœurs font également l'acquisition à la même époque de maisons à proximité de l’église Saint-Ouen. L'ensemble est réaménage pour former le quartier Saint-Vincent le long de la rue Saint-Ouen et perpendiculairement à la rue le quartier Saint-Jean-Baptiste pour les patients séniles. L'ancien quartier Saint-Joseph est occupé par la direction régionale des affaires culturelles. Des logements sociaux sont aménagés dans l'ancien quartier Saint-Charles.